# Anatomia dragostei
Anatomia dragostei (în poloneză Anatomia miłości) este un film melodramatic polonez din 1972, regizat de Roman Załuski⁠(d).
Filmul prezintă povestea relației zbuciumate dintre Adam și Ewa, care, în ciuda atracției lor puternice, decid să trăiască împreună și să se căsătorească abia atunci când emoțiile s-au domolit complet și între ei a rămas doar o afecțiune puternică.

## Rezumat
Tânăra artistă Ewa a devenit recent văduvă, după ce soțul ei mult mai în vârstă, cu care a trăit șapte ani, a murit. Nu l-a iubit și s-a căsătorit cu el la sfatul mamei sale, iar căsnicia lor a fost lipsită de dragoste. Într-o zi, la o expoziție, frumosul arhitect Adam începe să o curteze pe Ewa, iar cei doi tineri își petrec noaptea împreună. Cu toate acestea, Ewa așteaptă în zadar în următoarele zile un apel telefonic de la iubitul ei, deoarece acesta este absorbit complet de munca sa și nu își găsește timp să o caute. Situația se schimbă atunci când Ewa îl întâlnește pe stradă pe Adam și nu-l mai lasă să plece atât de ușor. Relația celor doi devine tot mai intensă. Femeia manifestă însă un comportament posesiv în relația cu iubitul ei, iar Adam își pierde răbdarea și, după o scenă de gelozie provocată de la o petrecere, o părăsește.
Încercările disperate ale Ewei de a-și recăpăta iubitul eșuează, deoarece Adam nu vrea să o mai vadă. După mai multe încercări fără rezultat, Ewa renunță și încearcă să uite, lăsându-se absorbită de muncă și începând o relație cu Andrzej, un student îndrăgostit de ea. Trecutul nu se lasă uitat atât de ușor, iar amintirile continuă să o împovăreze pe Ewa. Într-una din zi, Adam îi face o vizită pe neașteptate fostei sale iubite, iar relația lor, eliberată acum de emoțiile fizice, se reînnoadă și cei doi tineri decid să se căsătorească.

## Distribuție
- Barbara Brylska — Ewa
- Jan Nowicki⁠(d) — Adam
- Bohdana Majda⁠(d) — mama Ewei
- Marek Frąckowiak⁠(d) — studentul Andrzej, verișorul Teresei
- Mieczysław Łoza⁠(d) — Pietrzak, maistru brigadier pe un șantier
- Stanisław Wyszyński — Marek, prietenul lui Adam
- Barbara Karska⁠(d) — Basia, colega lui Adam
- Teresa Wicińska — Teresa, prietena Ewei
- Helena Reklewska — barmanița de la motel
- Aleksander Sewruk⁠(d) — preotul
- Paweł Galia⁠(d) — actor într-o emisiune TV vizionată de Adam și Eva la motel (nemenționat)
- Zbigniew Horawa — colegul lui Adam (nemenționat)
- Andrzej Hrydzewicz⁠(d) — soțul Teresei (nemenționat)
- Izabella Kozłowska⁠(d) — jucătoarea de bridge Iza (nemenționată)
- Eliasz Kuziemski⁠(d) — actor într-o emisiune TV vizionată de Adam și Eva la motel (nemenționat)
- Ferdynand Matysik⁠(d) — medicul ginecolog (nemenționat)
- Andrzej Mrozek⁠(d) — invitat la nunta lui Adam cu Ewa (nemenționat)
- Anna Parzonka — actriță într-o emisiune TV vizionată de Adam și Eva la motel (nemenționată)
- Bożena Walter⁠(d) — crainică TV (nemenționată)

Sursa: Filmpolski.pl

## Scenariul filmului
Prozatorul, dramaturgul și scenaristul Ireneusz Iredyński⁠(d) este menționat ca scenarist pe genericul filmului și, ulterior, în bibliografia cinematografică de referință. Cu toate acestea, la începutul anului 1973, la câteva săptămâni după premiera filmului, Iredyński a publicat o negare oficială în presă cu privire la scenariul filmului Anatomia dragostei. În textul intitulat „Jeśli chodzi o ścisłość” („Pentru o mai mare acuratețe”), publicat în numărul 6 (1643) din 11 februarie 1973 al săptămânalului Szpilki⁠(d), Iredyński a anunțat public că Roman Załuski era singurul autor al scenariului filmului, care era o rescriere a unui scenariu nefolosit intitulat Klucz od bramy („Cheia porții”), pe care Iredyński îl scrisese în 1969. Potrivit lui Iredyński, Załuski a vrut să facă un film pe baza scenariului Klucz od bramy, dar conducerea companiei producătoare de film nu a acceptat scenariul în versiunea sa originală. În anii următori, Załuski a rescris acel scenariu, fără știrea autorului, modificându-i complet ideea originală și forma dramatică, astfel încât să obțină aprobare și fonduri pentru producția filmului. Abia după premiera filmului, Iredyński a aflat că apărea ca scenarist pe genericul filmului Anatomia dragostei, iar după vizionarea lui a estimat că filmul conținea doar o subintrigă și o melodie din scenariul original Klucz od bramy.

## Producție
Anatomia dragostei a fost realizat de compania Zespół Filmowy Panorama⁠(d). Filmările au avut loc în anul 1972 în mai multe locuri din orașul Wrocław: ul. Świdnicka⁠(d), Piața Grunwald⁠(d) (Plac Grunwaldzki), Biroul Voievodal (Urząd Wojewódzki), cartierul istoric Ostrów Tumski⁠(d), podurile Tumski, Grunwald⁠(d) (Most Grunwaldzki), Morii⁠(d) (Most Młyński) și Păcii⁠(d) (Most Pokoju), ul. Legnicka⁠(d), Piața Centrală⁠(d), Primăria⁠(d), Piața Tadeusz Kościuszko⁠(d) (Plac Kościuszki), Muzeul Național⁠(d) (Muzeum Narodowe), Piața 1 Mai⁠(d) (Plac 1-go Maja, redenumită Piața Ioan Paul al II-lea), ul. Zachodnia⁠(d), ul. Łęczycka, precum și în orașele Strzegom și Sobótka (cariera Strzeblów) din voievodatul Silezia Inferioară.